# The Lover in Me
The Lover in Me è il nono album in studio della cantante britannico-statunitense Sheena Easton, pubblicato nel 1988.

## Tracce
Side 1
1. No Deposit, No Return
2. The Lover in Me
3. Follow My Rainbow
4. Without You
5. If It's Meant to Last

Side 2
1. Days Like This
2. One Love
3. 101
4. Cool Love
5. Fire and Rain